# Koloidno srebro
Koloidno srebro je koloidna raztopina srebra v koncentraciji 20-25 ppm (25 delcev srebra na milijon delcev vode). Koloidni delci srebra čistote 99,99 % in premera 0,0001 mikrona so razpršeni v deionizirani vodi. Gre torej za tekočino, v kateri so delčki srebra zelo majhne velikosti, pozitivno nabiti in se med seboj odbijajo. Delčki srebra tako ostanejo kljub gravitaciji v tekočini enakomerno razporejeni in se ne posedejo na dno. Srebro je primer liofobnega koloida, kjer je stabilnost v glavnem posledica naboja koloidnih delcev. Takšni koloidi so praviloma malo viskozni.

## Delovanje
Koloidno srebro inhibira ekspresijo encimov in esencialnih beljakovin za nastanek ATP-ja.

## Zgodovina uporabe
Srebro je močan antibiotik, ki se uporablja že tisočletje. Že antični Grki in Rimljani so uporabljali srebrne posode, da so tekočine ohranjali sveže in brez bakterij. V času osvajanja Amerike, so uporabljali srebrne dolarje za preprečevanje kvarjenja mleka (dolarje so dali v mleko). Predpisovali so ga za številne bolezni in okužbe. Izraz »modra kri« naj bi izviral iz dejstva, da so bogataši zauživali neznatne količine srebra in je njihova koža bila nekoliko modrikasto obarvana. Do začetka 20. stoletja je koloidno srebro veljalo kot uveljavljeno razkužilo, ker današnjih antibiotikov še ni bilo na razpolago. Tako so koloidno srebro uporabljali praktično za vse bolezni. V tistih časih je bilo zelo težko izdelovati učinkovito koloidno srebro. V začetku 20. stoletja je koloidno srebro začelo toniti v pozabo zaradi razvoja drugih hitro delujočih pripravkov in ker so nepravilno izdelani pripravki povzročali trajno razbarvanje kože. Dolgotrajna notranja uporaba kateregakoli pripravka, ki vsebuje srebro, lahko povzroči razbarvanje kože, argirijo (modrikasto-sivo obarvanje tkiv), ki jo povzroči podkožno kumuliranje koloidnega srebra. Čeprav argirija ni smrtna, lahko koloidno srebro v višjih dozah povzroči poškodbe ledvic, bolečine v trebuhu, glavobole in v redkih primerih tudi poškodbe možganov in živcev.

### Uporaba v alternativni medicini
Po trditvah številnih sodobnih zdravilcev ima koloidno srebro skorajda čudežne lastnosti in naj bi delovalo proti stotinam različnih zdravstvenih tegob, predvsem tistim, ki jih povzročajo patogeni (od aken do Aidsa), pa tudi avtoimunim boleznim (astma) in celi vrsti različnih tipov raka. Na trgu se pojavlja v različnih oblikah, predvsem v pršilih za nos, pa tudi kot homeopatski pripravki.
Koloidno srebro in srebrove soli so se prodajali kot zdravila brez recepta za zdravljenje in preprečevanje številnih bolezni. Ker ne obstaja noben resen dokaz o varnosti in učinkovitosti teh pripravkov za katerokoli indikacijo, je ameriška Agencija za varno hrano (Food and Drug Administration, FDA) septembra 1999 prepovedala prodajo pripravkov koloidnega srebra brez recepta. Ti pripravki se zdaj lahko tržijo v ZDA zgolj kot prehranska dopolnila, brez nedokazanih trditev o zdravilnih lastnostih. FDA je posebej opozoril nekatere proizvajalce, ki so zatrjevali, da njihovi produkti zdravijo HIV in druge bolezni. V Evropski uniji je iz istih razlogov – odsotnost dokazov o koristnih lastnostih in tveganost uporabe – povsem prepovedana uporaba koloidnega srebra tudi v prehranskih dopolnilih, igračah, zdravilih in plastični embalaži za živila.
Poleg tega obstaja še mnogo drugih pomembnih načinov uporabe. Glede na to, da je koloidno srebro zelo učinkovito dezinfekcijsko sredstvo, se uporablja tudi za čiščenje vode. Številni viri poročajo, da voda, ki je onesnažena z mikrobi, lahko postane pitna z dodatkom dveh ali treh jedilnih žlic koloidnega srebra na 5 litrov vode.

## Shranjevanje
Koloidno srebro je potrebno hraniti v stekleni posodi stran od električnih naprav. Čeprav se steklo lahko razbije, je edini primeren material za hranjenje. Koloidno srebro v plastični ovojnini ni primerno, ker je čas uporabe pri tem minimalen, saj se koloidno srebro začne izločati iz suspenzije.